# Lilli Kay
Lilli Kay, née le  18 mars 1996 à Brooklyn, quartier de New York, est une actrice américaine. Elle est connue pour son rôle de Sofia « Fia » Baxter dans la série Your Honor.

## Biographie
Kay est née à Brooklyn, un quartier de New York. Elle a fréquenté la Wildwood School et la Thacher School en Californie. Kay a obtenu son diplôme en 2017 de l'Université Carnegie-Mellon de Pittsburgh, en Pennsylvanie, avec une licence en beaux-arts en théâtre et en théâtre.

## Filmographie

### Cinéma
- 2022 : August at Twenty-Two : Emily Walker
- 2023 : Bayard Rustin (Rustin) : Rachelle

### Télévision
- 2019 : Madam Secretary : Ruby
- 2019 : Chambers : Penelope Fowler
- 2020 - 2023 : Your Honor : Sofia « Fia » Baxter
- 2022 : Yellowstone : Clara Brewer
- 2025 : Stick : Zero

### Téléfilms
- 2018 : Paterno : Dori

## Voix francophones
En version française, Lilli Kay est doublée par Juliette Allain dans Madam Secretary, Jessica Monceau dans Bayard Rustin, Audrey Sourdive dans Yellowstone et, à trois reprises, par Vanessa Van-Geneugden dans Chambers, Your Honor et Stick (en).